# Slovenia Open WTA 2010
Lo Slovenia Open WTA Open 2010, conosciuto anche come Banka Koper Slovenia Open 2010, è stato un torneo femminile di tennis giocato sul cemento. 
È stata la 6ª edizione del Slovenia Open WTA, che fa parte della categoria International nell'ambito del WTA Tour 2010. Si è giocato a Portorose in Slovenia, dal 19 al 25 luglio 2010.

## Partecipanti

### Teste di serie
| Giocatrice               | Nazionalità | Ranking* | Testa di serie |
| ------------------------ | ----------- | -------- | -------------- |
| Jelena Janković          | Serbia      | 2        | 1              |
| Petra Kvitová            | Rep. Ceca   | 29       | 2              |
| Anastasija Pavljučenkova | Russia      | 31       | 3              |
| Sara Errani              | Italia      | 34       | 4              |
| Dominika Cibulková       | Slovacchia  | 42       | 5              |
| Vera Duševina            | Russia      | 53       | 6              |
| Polona Hercog            | Slovenia    | 57       | 7              |
| Sofia Arvidsson          | Svezia      | 62       | 8              |

- Ranking al 12 luglio 2009.

### Altre partecipanti
Giocatrici che hanno ricevuto una Wild card:
- Andreja Klepač
- Tamira Paszek
- Katarina Srebotnik

Giocatrici passati dalle qualificazioni:
- Elena Bovina
- Aleksandra Panova
- Anna Tatišvili
- Nastas'sja Jakimava

## Campionesse

### Singolare
Anna Čakvetadze ha battuto in finale  Johanna Larsson, 6–1, 6–2
- È il 1º titolo dell'anno per Anna Čakvetadze, l'8° della sua carriera.

### Doppio
Marija Kondrat'eva /  Vladimíra Uhlířová hanno battuto in finale  Anna Čakvetadze /  Marina Eraković, 6–4, 2–6, [10–7]